# Sumpfkressen
Die Sumpfkressen (Rorippa) sind eine Pflanzengattung innerhalb der Familie der Kreuzblütengewächse (Brassicaceae).

## Beschreibung

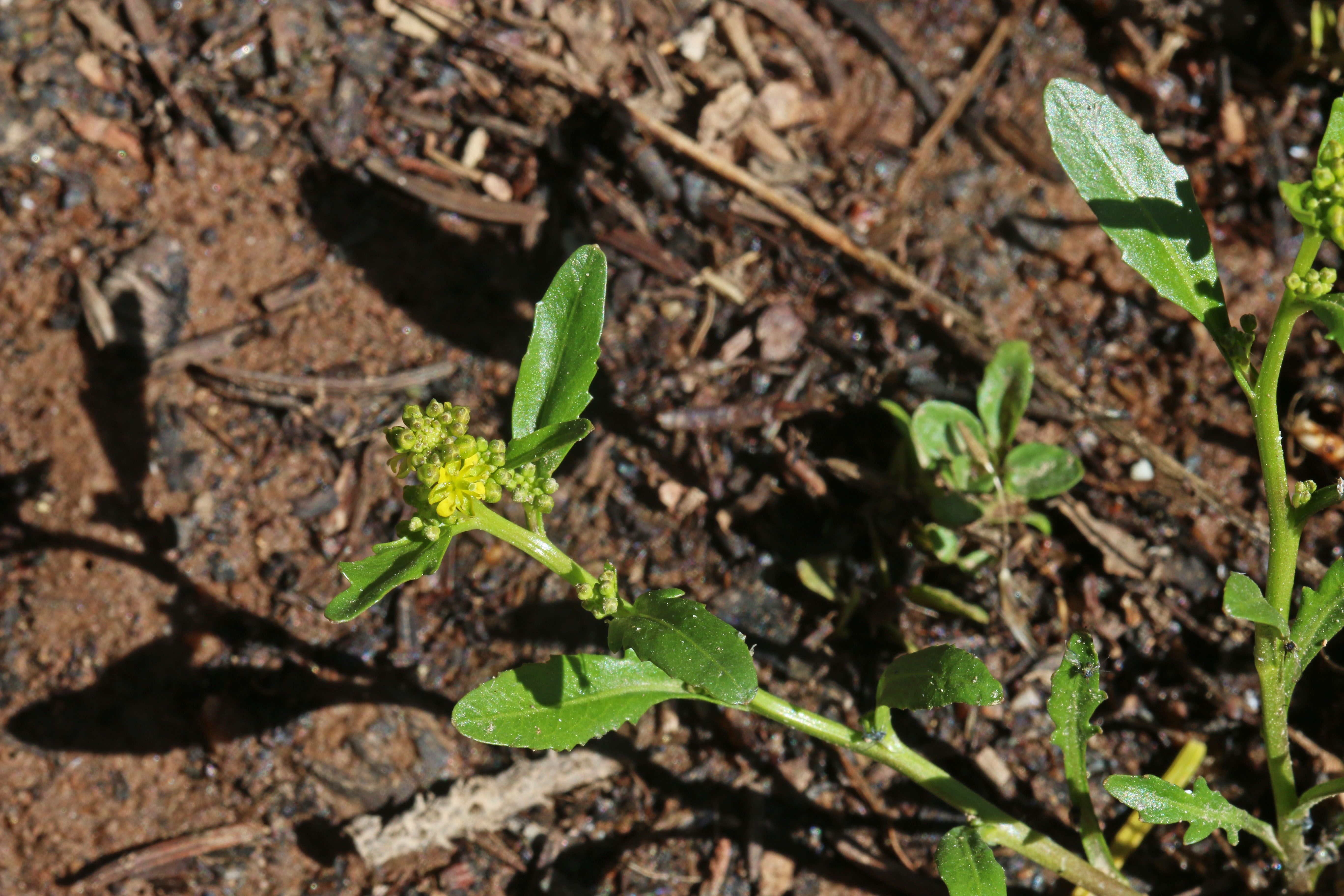
Alpen-Sumpfkresse (Rorippa alpina) am Kamas Lake in Utah

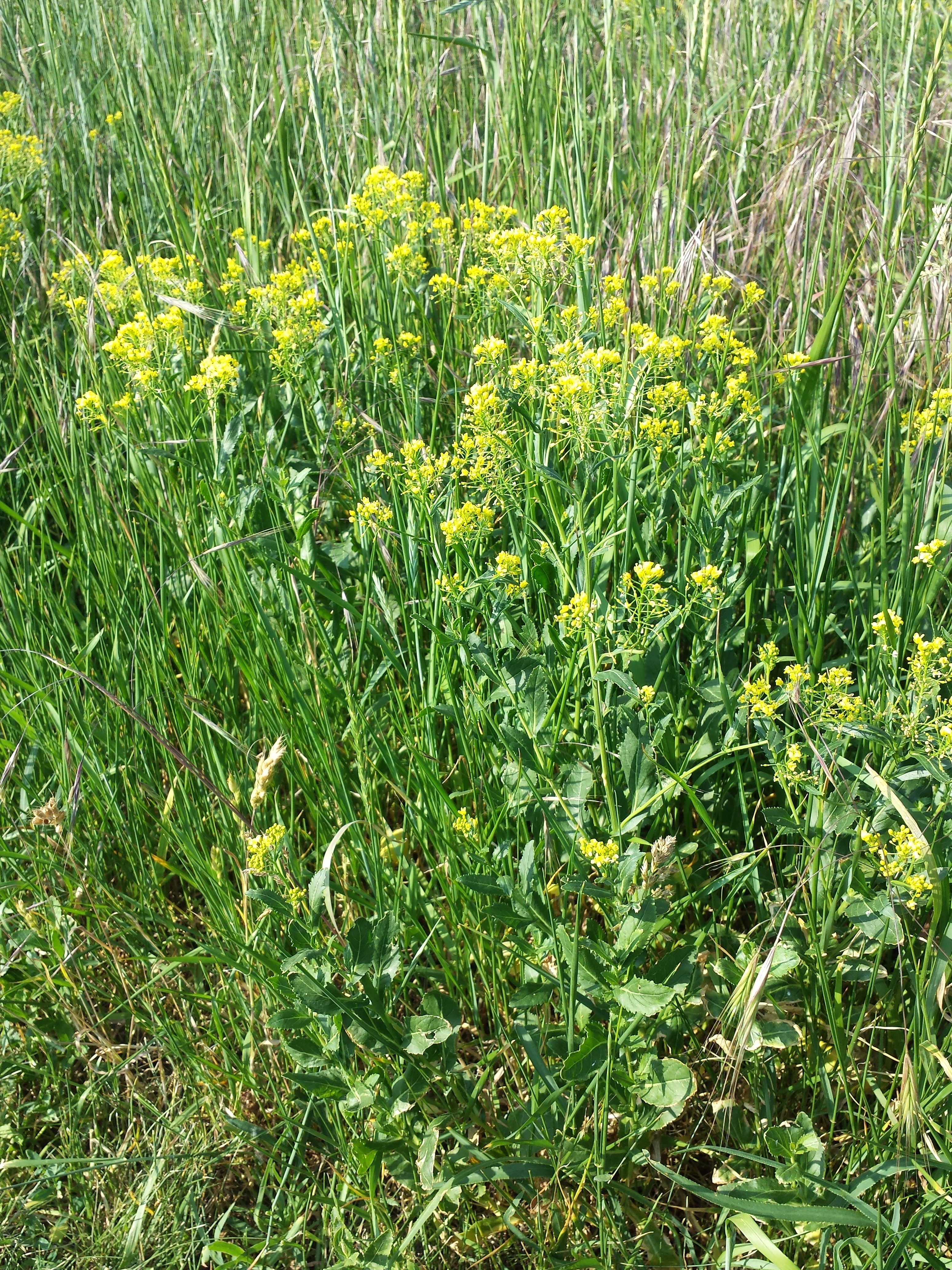
Österreichische Sumpfkresse (Rorippa austriaca)

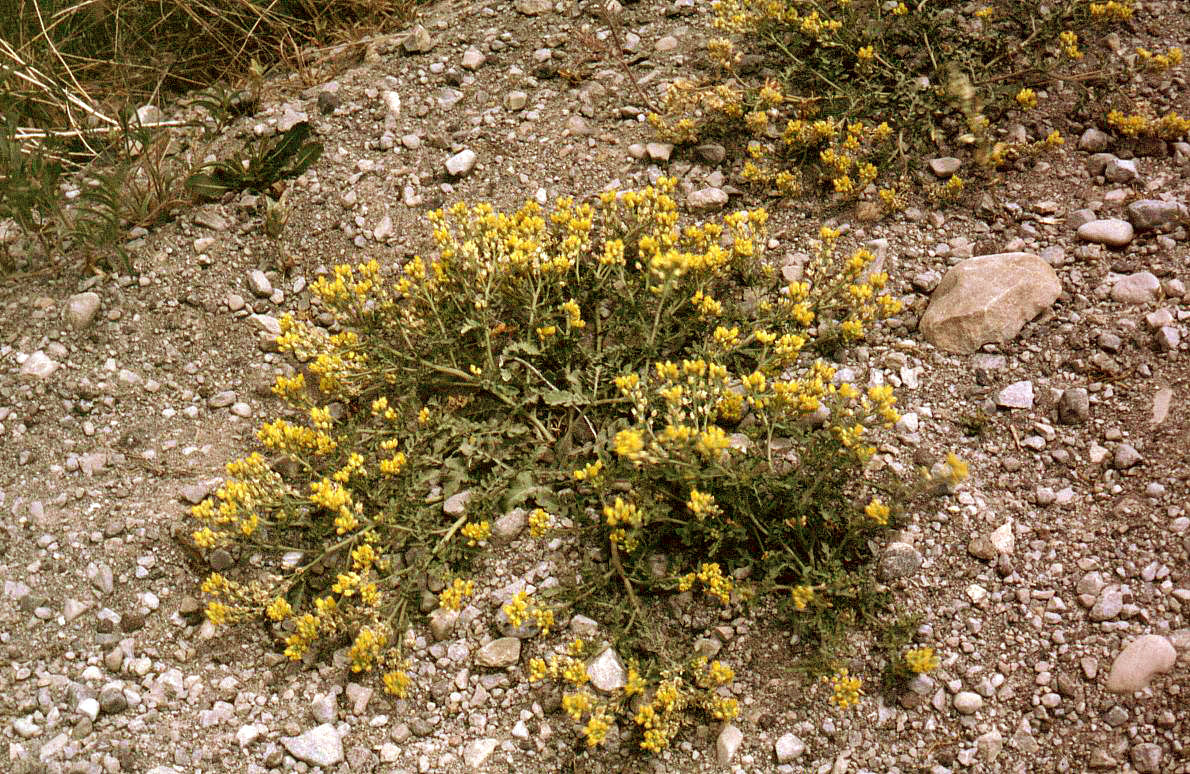
Kolumbianische Sumpfkresse (Rorippa columbiae)

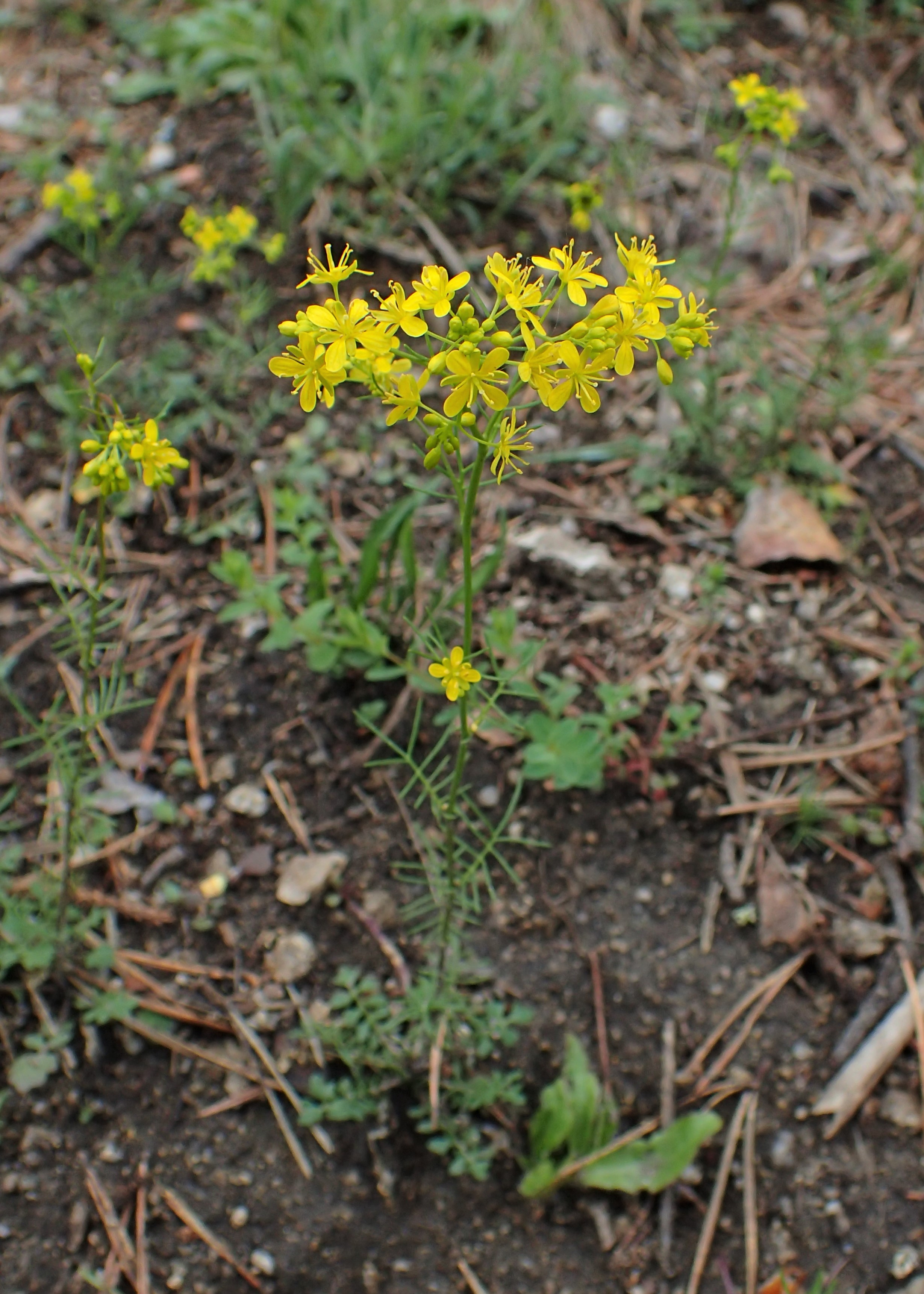
Karstkresse (Rorippa lippizensis)

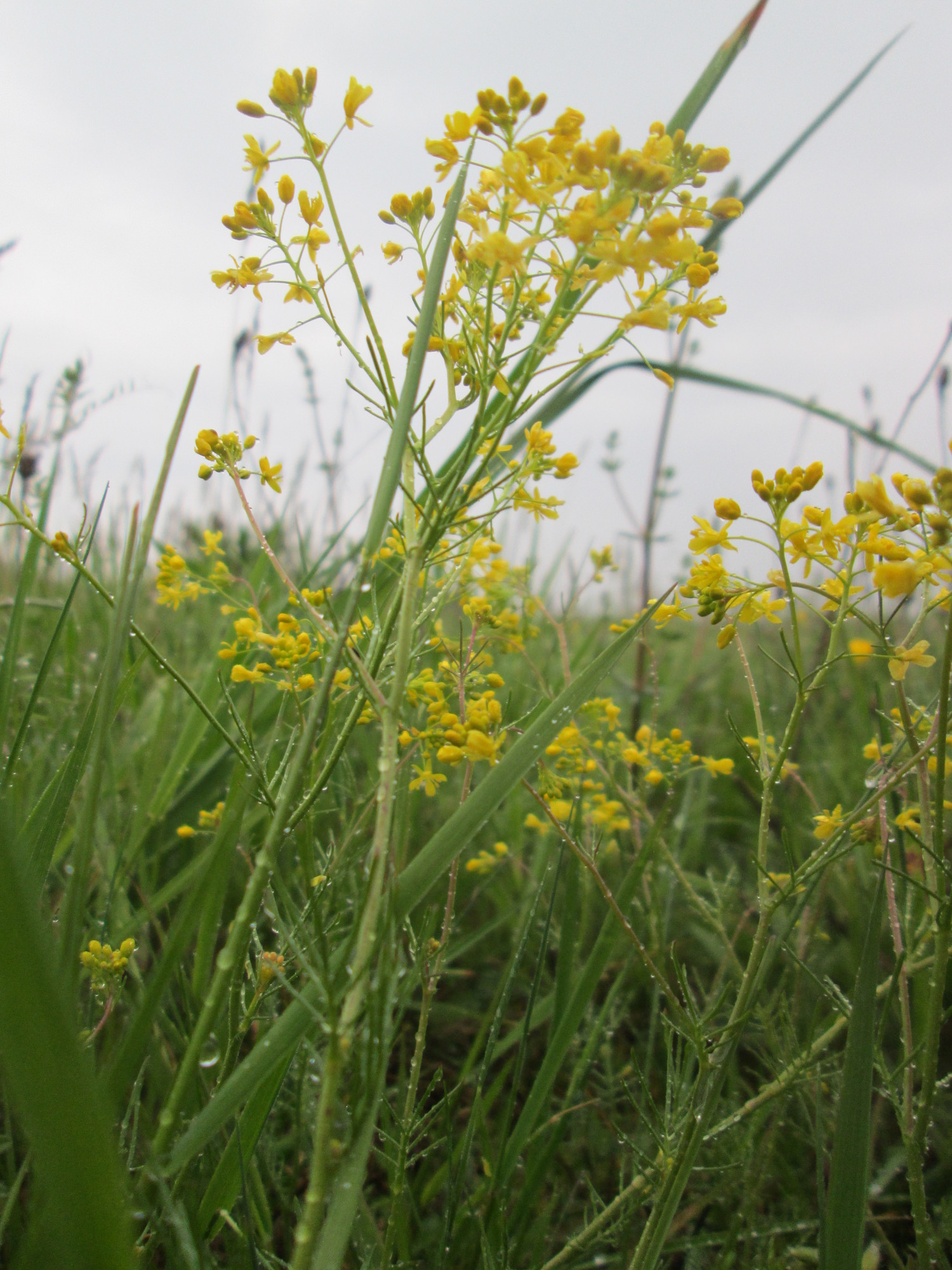
Pyrenäen-Sumpfkresse (Rorippa pyrenaica)

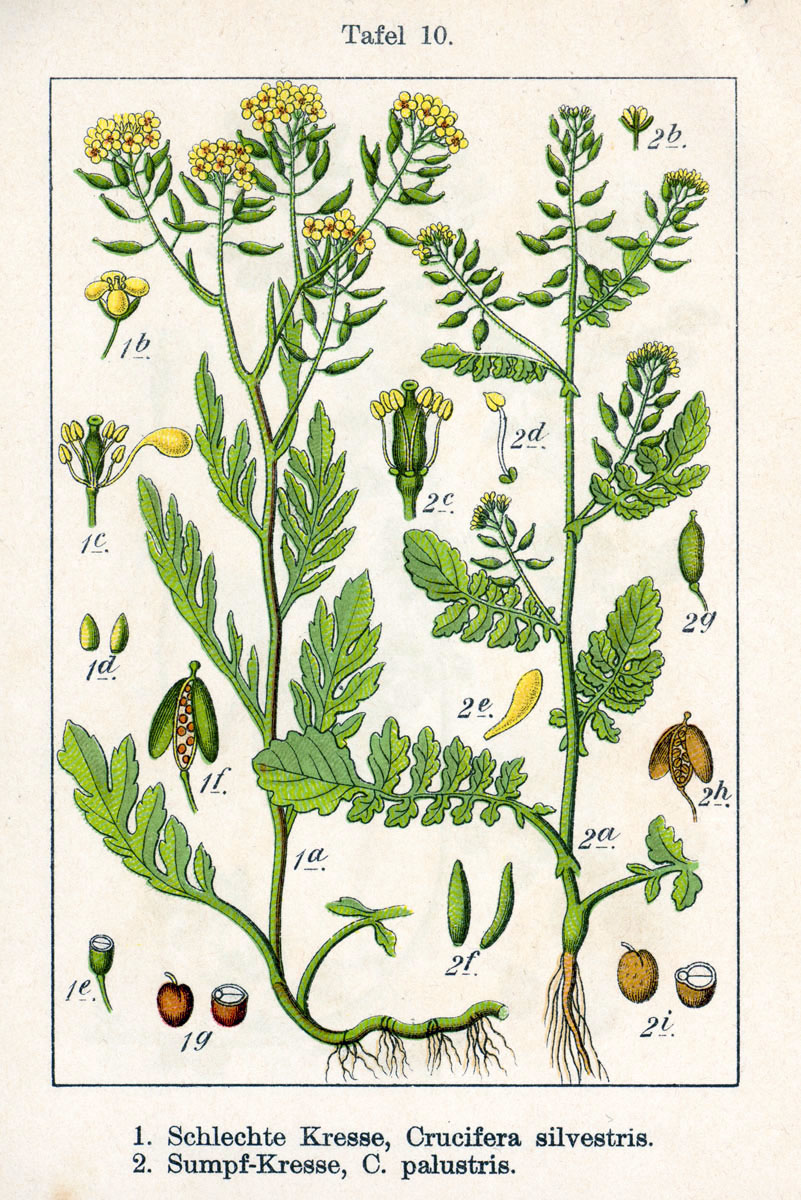
Illustration von links: Wilde Sumpfkresse (Rorippa sylvestris) und rechts: Gewöhnliche Sumpfkresse (Rorippa palustris)

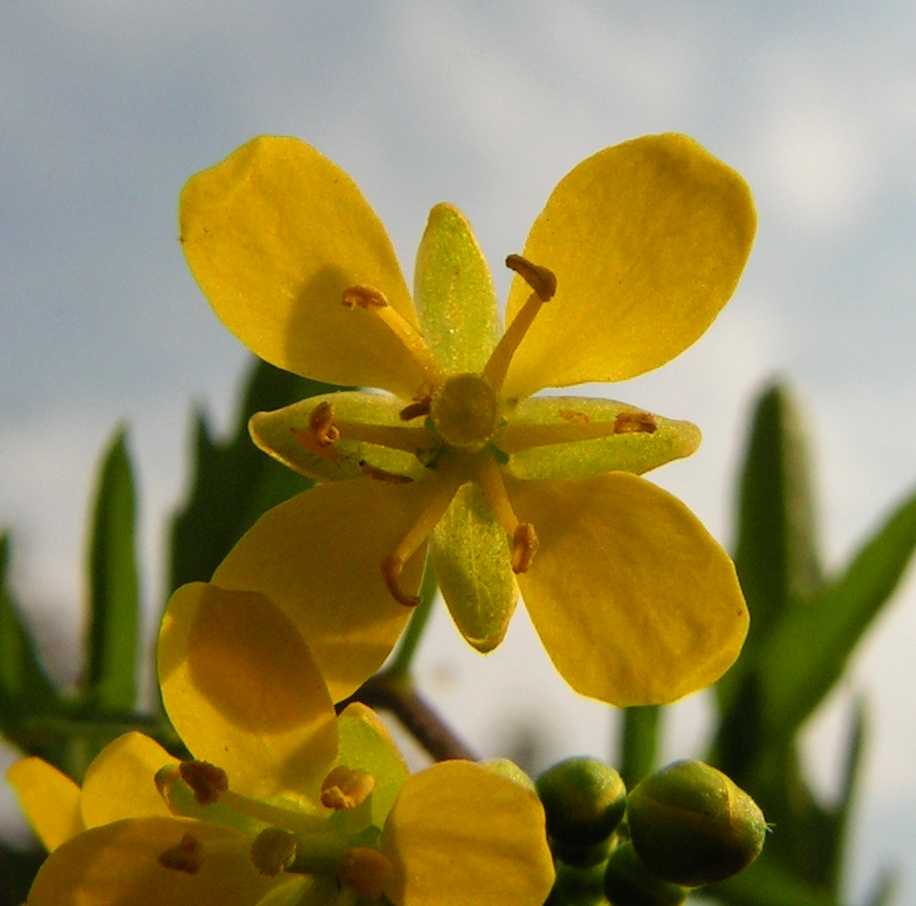
Blüte von Wilde Sumpfkresse (Rorippa sylvestris)

### Vegetative Merkmale
Die Sumpfkressen-Arten sind ein-, zweijährige oder ausdauernde krautige Pflanzen. Es sind meist Sumpf- oder Wasserpflanzen. Manche Arten bilden Rhizome. Wenn Haare (Trichome) vorhanden sind dann sind sie einfach. Die aufrechten bis kriechenden Stängel sind einfach oder verzweigt und beblättert.
Die Laubblätter sind einfach oder meist ein- bis dreifach fiederteilig. Die unteren Blätter sind gestielt. Der Blattrand ist glatt bis gezähnt.

### Generative Merkmale
Die traubigen Blütenstände und die Sprossachse strecken sich, während die Früchte reifen. Es können Hochblätter vorhanden sein.
Die zwittrigen, radiärsymmetrischen Blüten sind vierzählig. Die vier meist grünen Kelchblätter sind aufrecht bis ausgebreitet. Die vier Kronblätter sind oft gelb, selten weiß oder rosa. Die meist sechs (selten vier) Staubblätter sind gleich lang. Es sind Nektardrüsen vorhanden. Zwei Fruchtblätter sind zu einem oberständigen Fruchtknoten verwachsen, der 10 bis 300 Samenanlagen enthält. Der Griffel endet meist in einer kopfigen Narbe, die manchmal leicht zweilappig sein kann.
Es werden Schoten oder Schötchen gebildet. Das häutige Septum ist nur selten perforiert. Die Samen stehen meist in zwei Reihen in der Frucht. Die Samen sind nur ganz selten geflügelt.

## Systematik und Verbreitung
Der Gattungsname Rorippa wurde 1760 von Giovanni Antonio Scopoli in Flora Carniolica, S. 520 erstveröffentlicht. Synonyme für Rorippa Scop. sind Clandestinaria Spach, Kardanoglyphos Schltdl., Neobeckia Greene, Pirea T.Durand, Radicula Moench, Sisymbrianthus Chevall., Tetrapoma Turcz. ex Fisch. & C.A.Mey.
Die Rorippa-Arten sind mit etwa (70 bis) 86 Arten von Europa bis Zentralasien, in Afrika und Nordamerika (22 Arten) verbreitet.
Bei manchen Autoren werden die Arten der eigenständigen Gattung der Brunnenkressen (Nasturtium) in die Gattung Rorippa eingegliedert.
- Alpen-Sumpfkresse (Rorippa alpina (S.Wats.) Rydb.): Sie ist in den US-Bundesstaaten Colorado, Idaho, Montana, Wyoming, Nevada sowie Utah verbreitet.[1]
- Wasser-Sumpfkresse, auch Ufer-Sumpfkresse oder Wasserkresse genannt (Rorippa amphibia (L.) Bess.)
- Niederliegende Sumpfkresse (Rorippa anceps (Wahlenb.) Rchb.)
- Rorippa aquatica (Eaton) E.J.Palmer & Steyerm.: Diese Wasserpflanze gedeiht in Höhenlagen von 0 bis 200 Metern in Nordamerika.
- Österreichische Sumpfkresse (Rorippa austriaca (Cr.) Bess.)
- Rorippa barbareifolia (DC.) Kitagawa: Sie kommt in China, in der Mongolei, Russland, Alaska und im nördlichen Kanada vor.
- Rorippa benghalensis (DC.) H.Hara: Sie ist in China, Bangladesch, Bhutan, Kambodscha, Indien, Laos, Malaysia, Myanmar, Nepal, Sikkim, Thailand und Vietnam weitverbreitet.
- Rorippa calycina (Engelm.) Rydb.: Sie kommt in den USA vor.
- Chinesische Sumpfkresse (Rorippa cantoniensis (Lour.) Ohwi): Sie kommt in Vietnam, China, Japan, Korea und in Russlands Fernen Osten vor.
- Rorippa coloradensis R.Stuckey: Diese Art ist vermutlich ausgestorben. Sie wurde 1875 zuletzt gesammelt und war im San Luis Valley in Colorado endemisch.
- Kolumbianische Sumpfkresse (Rorippa columbiae (Suksdorf ex B.L.Robins.) Suksdorf ex T.J.Howell): Sie kommt in Kalifornien, Oregon und Washington vor.[2]
- Rorippa crystallina Rollins: Sie kommt in Kanada vor.
- Rorippa curvipes Greene (Syn.: Rorippa truncata (Jeps.) Stuckey): Heimat ist Nordamerika.
- Rorippa curvisiliqua (Hook.) Bess. ex Britt.: Sie kommt in Kanada und den USA mit Alaska vor.[1]
- Rorippa dubia (Persoon) H.Hara: Sie ist in China, Bangladesch, Indien, Indonesien, Japan, Laos, Malaysia, Myanmar, Nepal, Philippinen, Sikkim, Thailand, Vietnam weitverbreitet. In Nord- und Südamerika ist sie ein Neophyt.
- Rorippa elata (J.D.Hooker & Thomson) Handel-Mazzetti: Sie ist in  Bhutan, Sikkim, Tibet und den chinesischen Provinzen Qinghai, Shaanxi, Sichuan sowie im nordwestlichen Yunnan verbreitet.
- Rorippa globosa (Turcz. ex Fisch. & C.A.Mey.) Hayek: Die Heimat ist China, Japan, Korea, die Mongolei, Russland und Vietnam.
- Rorippa indica (L.) Hiern: Sie ist China, der Indische Subkontinent, Nepal, Sikkim, Myanmar, Thailand, Laos, Indonesien, Japan, Korea, Malaysia, Philippinen und Vietnam weitverbreitet. In Nord- und Südamerika ist sie ein Neophyt.[1]
- Rorippa intermedia (Kuntze) R.Stuckey: Sie kommt nur in Costa Rica vor.
- Island-Sumpfkresse (Rorippa islandica (Gunnerus) Borbás, non Rorippa islandica auct.): Sie kommt in Spanien, Frankreich, Italien, Slowenien, auf der Balkanhalbinsel, in der Schweiz, Österreich, in Norwegen, Island, Irland, Großbritannien, in der Ukraine und im europäischen Russland vor.[1]
- Karstkresse (Rorippa lippizensis (Wulf.) Rchb.): Sie kommt hauptsächlich auf der Balkanhalbinsel vor.
- Rorippa microtitis (B.L.Robins.) Rollins: Sie kommt in den US-Bundesstaaten Arizona sowie New Mexico und im mexikanischen Bundesstaat Chihuahua vor.
- Rorippa montana (Wall. ex Hook. f. & T.And.) Small: Sie kommt im Himalaja bis Pakistan und im östlichen Asien vor. In Nordamerika ist sie ein Neophyt.
- Gewöhnliche Sumpfkresse (Rorippa palustris (L.) Bess.): Die Heimat sind weite Teile Eurasiens und Nordamerikas; in Australien und Südamerika ist sie verwildert.
- Rorippa pinnata (Moc. & Sessé) Rollins: Sie ist vom zentralen Mexiko über Guatemala bis Kolumbien verbreitet.
- Puerto Rico-Sumpfkresse (Rorippa portoricensis (Spreng.) Stehlé): Sie kommt in auf karibischen Inseln vor.
- Pyrenäen-Sumpfkresse (Rorippa pyrenaica (All.) Reichenb.): Sie kommt in Mittel- sowie Südeuropa und in Marokko vor.[3]
- Rorippa ramosa Rollins: Sie kommt von Texas bis zu den mexikanischen Bundesstaaten Coahuila sowie Durango vor.
- Rorippa sarmentosa (G.Forst. ex DC.) J.F.Macbr.: Sie kommt in Australien vor.
- Rorippa sessiliflora (Nutt.) A.S.Hitchc.: Heimat ist Nordamerika.
- Rorippa sinuata (Nutt.) A.S.Hitchc.: Heimat ist Kanada und die USA.[1]
- Rundfrüchtige Sumpfkresse (Rorippa sphaerocarpa (Gray) Britt.): Sie ist von den USA bis zum mexikanischen Bundesstaat Chihuahua verbreitet.
- Rorippa subumbellata Rollins: Die Heimat sind relativ kleine Gebiete in Kalifornien und Nevada.[1]
- Wilde Sumpfkresse (Rorippa sylvestris (L.) Bess.): Diese Art hat eine weite Verbreitung in Eurasien; in Nord- und Südamerika ist sie ein Neophyt.
- Rorippa tenerrima Greene: Heimat ist Nordamerika und Mexiko.
- Rorippa teres (Michx.) R.Stuckey: Sie ist von den USA über Mexiko bis Honduras und Nicaragua verbreitet.[1]

Nicht mehr zur Gattung Rorippa zählt meistens:
- Bastard-Brunnenkresse (Nasturtium ×sterile (Airy Shaw) Oefelein = Nasturtium microphyllum × Nasturtium officinale; Syn.: Rorippa ×sterilis Airy-Shaw).

## Nutzung
Die Blätter einiger Arten werden roh oder gegart gegessen.